# Okręgowa Spółdzielnia Mleczarska w Piątnicy
Okręgowa Spółdzielnia Mleczarska w Piątnicy – polska spółdzielnia mleczarska należąca do ponad 2 tys. rolników, których gospodarstwa położone są na terenach Mazowsza, Podlasia i Kurpi.

## Historia
Piątnica Poduchowna leży w woj. podlaskim, nad rzeką Narwią. To obszar o typowo rolniczym charakterze, tzw. „Zielone Płuca Polski”. Działalność mleczarską zapoczątkowali tu Franciszek Dionizy Lutosławski i jego syn, rozwijając hodowlę sprowadzonego z zagranicy bydła mlecznego. Otrzymywany surowiec przerabiali w przydomowej mleczarni.
Po wojnie mleczarnia została przeniesiona do Łomży, a w latach 60. wybudowano zakład produkcyjny w pobliskiej Piątnicy.
W 1992 roku spółdzielnia wprowadziła, nieznany wówczas na polskim rynku, serek wiejski typu cottage cheese. W marcu 2011 roku OSM Piątnica połączyła się ze Spółdzielnią Mleczarską „Ostrołęka”, która teraz nosi nazwę Zakładu Produkcyjnego OSM Piątnicy w Ostrołęce.

## Oferta
Okręgowa Spółdzielnia Mleczarska w Piątnicy to także pierwszy w Polsce producent, który wprowadził na rynek Mleko Wiejskie świeże w charakterystycznej butelce z uchem.
Oferta OSM Piątnica obejmuje również: serki do smarowania Twój Smak, Twój Smak Puszysty, Milandia, serki homogenizowane, twarożki, ser mascarpone, masło, jogurty naturalne, maślankę i kefir. W ofercie obecne są także jogurty typu islandzkiego Skyr i Skyr pitny oraz niskotłuszczowe jogurty typu greckiego. 
Oferta Piątnicy obejmuje także produkty funkcjonalne, takie jak Serek Wiejski wysokobiałkowy oraz Koktajle z białkiem serwatkowym, w których składzie występuje nieprzetworzone białko serwatkowe. Spółdzielnia rozwija także linię produktów BIO wytwarzanych z mleka ekologicznego, pochodzącego z certyfikowanych gospodarstw ekologicznych.

## Eksport
Spółdzielnia eksportuje produkty do blisko 30 krajów świata. Istotną rolę w eksporcie odgrywają kraje ościenne, a także USA i Wielka Brytania.

## Nagrody
OSM Piątnica oraz jej produkty wielokrotnie były nagradzane i wyróżniane w licznych rankingach, konkursach i plebiscytach, m.in.: Najważniejsze firmy dla Polski 2020, Ulubiona Marka Polaków 2019, 1000 Companies to Inspire Europe 2018, a także tytuły Superbrands.